# 服部栄養専門学校
服部栄養専門学校（はっとりえいようせんもんがっこう）は、東京都渋谷区千駄ヶ谷五丁目にある栄養学・調理の専修学校。理事長・校長は服部吉彦。

## 設置学科
- 学科
  - 栄養士科
  - 調理師科（昼間部、夜間部）
  - 調理ハイテクニカル経営学科
  - パティシエ・ブランジェ科
- その他
  - マスターコース
  - ミューズクッキングスクール

## 主な卒業生
- 水野真紀 - 女優
- 三瓶 - お笑いタレント
- せんだ光雄 - お笑いタレント
- 寺田真二郎 - 料理タレント
- 中島静佳 - フリーアナウンサー
- 壇蜜 - グラビアアイドル
- 木内みどり - 女優
- ブラザー・コーン - 歌手（バブルガム・ブラザーズ）、タレント
- 谷本歩実 - 柔道オリンピック金メダリスト
- 鈴木洋美 - 元バレーボール全日本代表
- 益春菜 - モトクロスライダー
- 吉武怜朗 - 俳優、料理人、ドラマー
- 高橋幹夫 - 元北海道美唄市長[2]
- シャイニー薊 - YouTuber
- 渋谷龍太 - ミュージシャン、ボーカル
- 上杉研太 - ミュージシャン、ベース
- 麻生れいみ - 管理栄養士・料理研究家
- HEY!たくちゃん[要出典]

## 交通
- JR代々木駅東口より徒歩3分
- JR新宿駅南口より徒歩5分